# Jogos como serviço
Na indústria de jogos eletrônicos, jogos como serviço (GaaS, do inglês: Games as a Service) representa o fornecimento de videogames ou conteúdo de jogos em um modelo de receita contínua, semelhante ao software como serviço. Jogos como serviço são formas de monetizar videogames após sua venda inicial ou para dar suporte a um modelo gratuito. Os jogos lançados sob o modelo GaaS geralmente recebem um fluxo longo ou indefinido de novo conteúdo monetizado ao longo do tempo para incentivar os jogadores a continuarem pagando para dar suporte ao jogo. Isso geralmente faz com que os jogos que funcionam sob um modelo GaaS sejam chamados de "jogos vivos" ou "jogos ao vivo", pois mudam continuamente com essas atualizações.

## História e formas
A ideia de jogos como serviço começou com a introdução de jogos online multijogador massivos (MMOs) como RuneScape e World of Warcraft, onde a abordagem do modelo de assinatura do jogo garantiu receitas contínuas ao desenvolvedor e ao editor para criar novos conteúdos. Com o tempo, surgiram novas formas de oferecer receitas contínuas de GaaS. Um impacto significativo no uso do GaaS foi a expansão dos jogos para dispositivos móveis, que geralmente incluem um elemento social, como jogar ou competir com amigos, e com jogadores querendo comprar para continuar jogando com amigos.
A editora chinesa Tencent foi uma das primeiras empresas a aderir a esta iniciativa, por volta de 2007 e 2008, estabelecendo várias formas diferentes de rentabilizar os seus produtos como um serviço para jogadores chineses, que normalmente jogam em celulares ou em cibercafés em vez de consoles ou computadores, e desde então tornou-se a maior editora de videojogos do mundo em termos de receitas. Outro jogo influente que estabeleceu os jogos como um serviço foi Team Fortress 2. Para lutar contra uma base de jogadores cada vez menor, a Valve lançou a primeira de várias atualizações gratuitas em 2008, a "Gold Rush Update", que apresentava novas armas e skins cosméticas que podiam ser desbloqueadas por meio de conquistas no jogo. Atualizações posteriores adicionaram armas semelhantes que começaram a incluir opções de monetização, como comprar chaves virtuais para abrir caixas de saque no jogo. A Valve começou a ganhar o suficiente com essas receitas para transformar o Team Fortress 2 em um título gratuito. A Valve levou esse princípio para o Counter-Strike: Global Offensive e para Dota 2, este último competindo com League of Legends da Riot Games. League of Legends, que já tinha um modelo de microtransações em vigor, estabeleceu um envio constante de novos conteúdos de forma mais frequente (neste caso, o lançamento de um novo campeão a cada semana durante vários anos consecutivos) para competir, criando o conceito de jogos de estilo de vida como Destiny e Tom Clancy's The Division.

Alguns exemplos incluem:
Assinaturas de jogos
Muitos jogos multijogador massivo online (MMOs) utilizam modelos de assinatura mensal. A receita dessas assinaturas paga pelos servidores de computador usados para rodar o jogo, as pessoas que gerenciam e supervisionam o jogo diariamente e a introdução de novos conteúdos no jogo. Vários MMOs oferecem um período de teste inicial que permite aos jogadores experimentar o jogo por um tempo limitado, ou até que seu personagem alcance um limite de nível de experiência, após o qual será necessário pagar para continuar jogando.
Serviços de assinatura de jogos
Serviços de assinatura como o EA Play e o Xbox Game Pass oferecem aos assinantes acesso completo a uma grande biblioteca de jogos oferecidos digitalmente, sem limitações. Os usuários precisam baixar esses jogos para seu computador ou console local para jogar. No entanto, os usuários devem permanecer assinantes para jogar esses jogos. Os jogos são protegidos por gestão de direitos digitais que exige uma conta ativa para jogá-los. Novos jogos são tipicamente adicionados ao serviço e, em alguns casos, jogos podem ser removidos do serviço, retirando o acesso pelos assinantes. Esses serviços podem oferecer a opção de comprar esses títulos para possuí-los e permitir que sejam jogados fora do serviço de assinatura.
Jogos em nuvem / jogos sob demanda
Serviços como PlayStation Plus ou GameFly permitem que os jogadores joguem jogos que são executados em servidores remotos de computação em nuvem em dispositivos locais, eliminando a necessidade de hardware especializado de console ou computadores pessoais poderosos, além da largura de banda necessária para conectividade com a Internet. Estes funcionam de maneira semelhante aos serviços de jogos, pois a biblioteca de títulos disponíveis pode ser adicionada ou removida ao longo do tempo, dependendo do serviço.
Microtransações
Microtransações representam compras de baixo custo, em comparação com o custo de um jogo completo ou um grande pacote de expansão, que fornecem alguma forma de conteúdo adicional para o comprador. O tipo de conteúdo pode variar desde conteúdo para download adicional; novas mapas e níveis para jogos multiplayer; novos itens, armas, veículos, roupas ou outros equipamentos para o personagem do jogador, power-ups e buffs temporários, moedas do jogo e elementos como caixas que fornecem uma seleção aleatória de itens e recompensas. Os jogadores não precisam necessariamente comprar esses itens com dinheiro real para adquiri-los. No entanto, um jogo que visa fornecer um serviço contínuo irá estruturar seu design e abordagem financeira para garantir que uma pequena fração dos jogadores compre esse conteúdo imediatamente, em vez de ficar repetindo o jogo por um longo tempo para obtê-lo. Essa forma da arrecadação fornece receita suficiente para apoiar o desenvolvimento de novos conteúdos. Essa abordagem é geralmente usada em jogos free-to-play como Puzzle & Dragons, Candy Crush Saga e League of Legends, bem como em jogos de preço completo como Grand Theft Auto Online e NBA 2K.
Passes de temporada
Jogos com passes de temporada oferecem uma ou mais grandes atualizações de conteúdo ao longo de cerca de um ano, ou uma "temporada", nesses termos. Os jogadores devem comprar um passe de temporada para acessar esse novo conteúdo. O jogo continua jogável se os jogadores não comprarem o passe de temporada e ainda podem obter benefícios de melhorias principais do jogo, mas não terão acesso a novos mapas, armas, missões, modos de jogo ou outros elementos de jogabilidade sem esse conteúdo. Jogos como Destiny, sua sequência e Anno 1800 usam essa abordagem de passe de temporada. Um conceito relacionado é o battle pass, que oferece novas opções de personalização que o jogador pode ganhar ao completar desafios no jogo, mas somente se tiver comprado o passe de batalha. O conteúdo de um battle pass normalmente só pode ser obtido por tempo limitado. Passes de batalha podem ser vistos em jogos como Dota 2, Rocket League, Tom Clancy's Rainbow Six Siege e Fortnite Battle Royale.
Jogos em blockchain
Jogos que utilizam tecnologia baseada em estratégias de blockchain, que podem incluir criptomoeda e tokens não fungíveis (NFTs). Em contraste com microtransações, onde os jogadores podem comprar, mas normalmente não trocar itens com outros jogadores, jogos em blockchain incentivam os jogadores a criar valor com itens em blockchain e a negociar e vender esses itens, com o desenvolvedor ou publicador cobrando uma pequena taxa em cada transação. Como os itens em blockchain garantem um único proprietário, isso pode levar a itens de alto valor devido a compradores especulativos. Em 2021, os jogos em blockchain ainda não se popularizaram devido aos estigmas associados a criptomoedas e NFTs. Alguns jogos notáveis em blockchain incluem CryptoKitties e Axie Infinity.
Os jogos podem combinar uma ou mais dessas formas. Um exemplo comum são os jogos de estilo de vida, que fornecem conteúdo rotativo diário, frequentemente recompensando o jogador com moeda do jogo para comprar novos equipamentos (que também podem ser adquiridos com dinheiro real) e estendidos por atualizações no jogo como um todo. Exemplos de tais jogos de estilo de vida incluem Destiny, Destiny 2 e MMORPGs como World of Warcraft.

## Justificativa
O principal motivo pelo qual muitos desenvolvedores e editores adotaram o GaaS é financeiro, o que lhes dá a capacidade de capturar mais receita do mercado do que com um único título lançado (também conhecido como "jogos como produto"). Embora nem todos os jogadores estejam dispostos a gastar dinheiro adicional para obter novos conteúdos, pode haver demanda suficiente de uma população menor de jogadores para dar suporte ao modelo de serviço. Por exemplo, para World of Warcraft, foi estimado com base na receita média por usuário (ARPU), que apenas 5% dos jogadores pagaram 20 vezes mais do que o ARPU de base, o suficiente para continuar o desenvolvimento contínuo do jogo. O GaaS também representa um meio pelo qual os jogos podem melhorar sua reputação perante críticos e jogadores por meio de melhorias contínuas ao longo do tempo, usando as receitas obtidas com a monetização do GaaS para dar suporte ao desenvolvimento contínuo e atrair novas vendas para o produto. Títulos como Diablo III e Tom Clancy's Rainbow Six Siege são exemplos de jogos que oferecem GaaS e que foram lançados inicialmente com uma recepção morna, mas que foram melhorados com melhorias contínuas no serviço.
Jogos como serviço também impactam o processo de desenvolvimento de jogos. Ao desenvolver um jogo como produto, geralmente há um fluxo linear de tarefas para garantir que o produto enviado esteja livre de bugs de software e outros problemas que possam existir, o que pode ser demorado e caro para testar. Se forem encontrados bugs críticos após o lançamento, também pode ser caro desenvolver, testar e distribuir atualizações de software para corrigi-los. No desenvolvimento de jogos como um serviço, onde a expectativa do consumidor já está definida para esperar atualizações contínuas do jogo, o rigor nos testes de software nos estágios iniciais do lançamento pode ser abandonado para entregar o título aos jogadores mais rapidamente, aceitando que bugs de software podem estar presentes, mas serão corrigidos quando a próxima atualização for lançada. Além disso, os jogos desenvolvidos como um serviço são mais comumente orientados pelo feedback do jogador, então as iterações iniciais do lançamento de um jogo podem ser leves para serem usadas como uma base para desenvolver a comunidade do jogo. Isso pode encurtar ainda mais o ciclo de desenvolvimento inicial de um jogo. No entanto, os jogos como serviço também aumentaram o esforço geral de desenvolvimento, pois geralmente há duas ou mais trilhas simultâneas para dar suporte a um jogo, uma trabalhando para dar suporte à versão atual disponível e outras que estão trabalhando no conteúdo futuro que será adicionado.
Embora o modelo de jogos como serviço tenha como objetivo aumentar as receitas, o modelo também visa eliminar questões legais relacionadas às licenças de software, especificamente o conceito de propriedade de software versus licença. A jurisprudência para videogames ainda não está clara se produtos de jogos físicos e de varejo se qualificam como bens ou serviços. Se forem tratados como bens, o comprador ganha vários direitos, em particular aqueles relacionados à doutrina da primeira venda, que lhe permite revender ou negociar esses jogos, e que pode posteriormente afetar a receita de vendas para os editores. A indústria geralmente considera que os jogos físicos são um serviço, imposto por meio de acordos de licença de usuário final (EULAs) para tentar limitar as atividades pós-venda, mas estes geralmente não são aplicáveis, pois afetam os direitos dos consumidores, gerando confusão na área. Em vez disso, ao fazer a transição para jogos como serviço, onde há um serviço claro sendo oferecido, editores e desenvolvedores podem estabelecer claramente seus trabalhos como serviços e não como bens. Isso dá ainda mais controle sobre o uso do software e quais ações os usuários podem realizar por meio de um CLUF executável, como evitar ações coletivas.
O GaaS pode reduzir cópias não autorizadas. Certos jogos também podem ser hospedados em um servidor em nuvem, eliminando a necessidade de instalação nos computadores e consoles dos jogadores.

## Impacto
Em 2017, a empresa de análise do setor Digital River estimou que, até 2016, 25% da receita de jogos em computadores pessoais resultou de uma forma ou outra de GaaS. A empresa argumentou que isso se refletiu nos consumidores que queriam mais dos jogos que, de outra forma, seriam oferecidos pelo preço integral (US$60 na época do relatório) ou que buscavam descontos, tornando o mercado propício para a monetização pós-lançamento. Várias grandes editoras, incluindo a Square Enix, Ubisoft e Electronic Arts identificaram o GaaS como um foco significativo das suas linhas de produtos em 2017, enquanto outras como a Activision Blizzard e a Take-Two Interactive reconheceram a importância do suporte pós-lançamento de um jogo para os seus resultados financeiros. O GaaS também é visto como uma via em desenvolvimento para os jogos independentes, que frequentemente têm uma base de instalação potencial mais ampla (em computadores, consoles e dispositivos móveis) da qual podem obter receitas de serviços.
Um estudo da DFC Intelligence em 2018 descobriu que o valor da Electronic Arts aumentou de US$4 billion para US$ 33 bilhões desde 2012, enquanto a Activision Blizzard viu seu valor aumentar de US$ 20 bilhões para US$ 60 bilhões no mesmo período, com ambos os aumentos atribuídos em parte ao uso do modelo GaaS em seu catálogo de jogos. A Electronic Arts lucrou US$ 2 bilhões com transações de GaaS em 2018.
O desenvolvimento de jogos de serviço ao vivo pode mudar a cultura do desenvolvimento de videogames, pois, em vez de desenvolver para um único lançamento e passar para o próximo jogo, os desenvolvedores precisam planejar o conteúdo contínuo além do lançamento, bem como o suporte contínuo para o jogo. Devido a este custo, os jogos acabam sendo encerrados por seus desenvolvedores e editores por vários motivos, como diminuição do interesse dos jogadores, transferência de custos no negócio ou afastamento de tecnologia obsoleta. No entanto, na década de 2020, a questão da sustentabilidade dos jogos de serviço ao vivo foi levantada, pois muitos deles foram encerrados bem antes dos ciclos de vida previstos. Um exemplo foi Anthem, lançado em 2019, que não atendeu às expectativas de vendas e, embora planos de longo prazo tenham sido feitos para melhorar o jogo, seu desenvolvimento foi finalmente cancelado em 2021. À medida que mais jogos mudavam para serviços ao vivo, a competição por jogadores aumentava, tornando a perspectiva do modelo arriscada. Um exemplo notável foi Concord, um jogo multijogador lançado pela Sony Interactive em agosto de 2024, mas encerrado duas semanas depois devido às baixas vendas.
Stella Chung, escrevendo para a IGN e usando o MultiVersus como exemplo, criticou a falta de acesso quando os jogos do serviço ao vivo ficam offline, especialmente para aqueles que investem dinheiro nele. Ela também destacou a supersaturação do mercado com jogos de serviço ao vivo gratuitos e que muitos deles enfrentam dificuldades, o que os leva ao fechamento.